# Karl-Martin Beyse
Karl-Martin Beyse (* 7. November 1934 in Magdeburg; † 29. Dezember 2020 in Halle (Saale)) war ein deutscher evangelischer Theologe und Hebraist.

## Leben und Wirken
Karl-Martin Beyse studierte seit 1953 evangelische Theologie an der Theologischen Fakultät der Martin-Luther-Universität in Halle. Dort wurde er maßgeblich von dem international renommierten Alttestamentler Otto Eißfeldt geprägt, dessen wissenschaftlicher Mitarbeiter er 1960 wurde. Beyse war hier unter anderem für Literaturrecherche und Korrekturen für die dritte, neubearbeitete Auflage von Eißfeldts Einleitung in das Alte Testament, die international jahrzehntelang als Standardwerk galt, zuständig und stellte deren umfangreiche Register zusammen. 1969 schloss Beyse seine eigene Dissertation über Serubbabel und die Königserwartungen der Propheten Haggai und Sacharja ab. Es handelt sich um die einzige Monographie des 20. Jahrhunderts zu dieser zentralen Persönlichkeit des frühachämenidischen Juda, sie wurde in der Folge sowohl in (Ost-)Berlin als auch in Stuttgart gedruckt.
Ab dem Wintersemester 1968–69 übernahm Beyse den Hebräisch-Unterricht in Halle, für den er bis zu seiner Pensionierung im Jahre 1999 verantwortlich war. Daneben arbeitete er seit 1974 für die Fakultätsbibliothek. Die Hebraistik wurde zu seinem zweiten wissenschaftlichen Standbein. Über viele Jahre war er ein wichtiger Mitarbeiter an dem von Johannes Botterweck und Helmer Ringgren herausgegebenen Theologischen Wörterbuch zum Alten Testament, einem zentralen Referenzwerk der alttestamentlichen Wissenschaft. Seine Artikel (insgesamt mehr als einhundert Spalten) behandeln die alttestamentliche und altorientalische Begriffsgeschichte von Wörtern und Wortfamilien aus ganz unterschiedlichen Bereichen, von der Landwirtschaft
(z. B. Herde)
über Geographie (Tal)
und Anthropologie (Knochen, Selbst)
bis hin zu Zahlensystematik (Drei) und Zeitbegriffen (Fortdauer). Seine in Zusammenarbeit mit Julia Männchen und anderen herausgegebene Wortkunde des Hebräischen erlebte mehrere Auflagen.
Von großer Wirkung vor allem in Ostdeutschland war sein zusammen mit Hans-Jürgen Zobel und anderen herausgegebenes Lehrbuch Das Alte Testament und seine Botschaft, das sich in kurzer Zeit als populäres Standardlehrbuch für das Alte Testament zu etablieren vermochte.
Neben seiner universitären Tätigkeit unterrichtete Beyse an der Volkshochschule modernes Hebräisch, auch über seine Pensionierung hinaus. Bis in die letzten Lebensjahre hinein engagierte er sich in der Alumni-Arbeit für die Theologische Fakultät, und vor allem für die Zweigbibliothek, bis die im Zuge der Pandemie erlassenen Kontaktbeschränkungen das unmöglich machten.
Karl-Martin Beyse war verheiratet und hatte zwei Kinder. Er starb am 29. Dezember 2020 im Krankenhaus Martha-Maria Halle-Dölau an den Folgen einer Corona-Infektion, die er sich nach einer vorherigen schweren Erkrankung in einer Rehaklinik zugezogen hatte.

## Publikationen (Auswahl)
- zusammen mit Hans-Jürgen Zobel (Hrsg.): Otto Eißfeldt, Kleine Schriften zum Alten Testament, Evangelische Verlagsanstalt, Berlin 1971.
- Serubbabel und die Königserwartungen der Propheten Haggai und Sacharja. Evangelische Verlagsanstalt, Berlin 1971 und Calwer Verlag, Stuttgart 1972.
- Bibliographie Otto Eißfeldt. In: Jahrbuch der Sächsischen Akademie der Wissenschaften zu Leipzig. Bd. 1973–1974. Berlin, Akademie-Verlag 1976. S. 329–393.
- Otto Eißfeldts Forschungsarbeiten in den wissenschaftlichen Akademien der DDR. Wissenschaftliche Zeitschrift der Martin-Luther-Universität Halle-Wittenberg. Gesellschafts- und sprachwissenschaftliche Reihe, Bd. 26/6 (1977), S. 83–99.
- zusammen mit Hans-Jürgen Zobel: Das Alte Testament und seine Botschaft. Evangelische Verlagsanstalt, Berlin 1981. Zweite, erweiterte Auflage Berlin 1984.
- Otto Eißfeldt als Erklärer der biblischen Psalmen. Wissenschaftliche Zeitschrift der Martin-Luther-Universität Halle-Wittenberg. Gesellschafts- und sprachwissenschaftliche Reihe, Bd. 36/2 (1987), S. 129–139.
- Lingua hebraica et revelatio Dei. Eine didaktisch-theologische Skizze. In: Josef Zmijewski (Hrsg.): Die alttestamentliche Botschaft als Wegweisung. Festschrift Heinz Reinelt. Katholisches Bibelwerk, Stuttgart 1990, S. 25–36.
- Das Geheimnis der Drei: Die Dreizahl in den Erzählungen des Alten und Neuen Testaments. In:  Cornelius Meyer (Hrsg.): Nach den Anfängen fragen. Festschrift Gerhard Dautzenberg. Gießen 1994, S. 95–105.
- zusammen mit Hans-Christoph Goßmann, Julia Männchen und Stefan Stiegler: Wortkunde des Hebräischen. Haag und Herchen, Frankfurt am Main 1995. Zweite, durchgesehene Auflage 1999.
- Grundwissen Hebräisch. Eine Arbeitshilfe für den Hebräischunterricht. Halle (Saale), Dritte Auflage 2001.